# Klaus Neugebauer
Klaus Neugebauer  (* 5. Juli 1938; † 28. Februar 2023 in München) war ein deutscher promovierter Betriebswirt und Software-Unternehmer. Mit Gerhard Heldmann und Peter Schnupp gründete er 1971 Softlab in München.
Neugebauer und Heldmann waren ehemalige Siemens-Programmierer und Systemanalytiker (Neugebauer war ab 1967 bei Siemens in München), Peter Schnupp Physiker, als sie 1971 Softlab gründeten. Sie erstellten Software im Auftrag großer Firmen, wurden aber vor allem durch ein Software-Entwicklungstool (Maestro I) bekannt, das ihnen auch zur Expansion in die USA verhalf (mit Großkunden wie Boeing, Bank of America, Merrill Lynch, United Airlines, Bechtel, Regierungsbehörden und Bell) und Softlab zu einem der größten deutschen Softwarehäuser machte. Neugebauer war Vorstandsvorsitzender von Softlab. Nach dem Verkauf von Softlab an BMW (1991) gründete er mehrere Investmentfirmen, zum Beispiel 1994 mit anderen NSE Inc. in Atlanta (Georgia), die sowohl Risikokapital in Startups anlegt als auch in etablierte Industrieunternehmen investiert.
Er war zeitweise Mitglied im wissenschaftlich-technischen Beirat des bayerischen Ministerpräsidenten. 1988 wurde er von den Marktanalysten von IDC Deutschland zum Computermann des Jahres gewählt.